# نافع بن العباس التنيسي
نافع بن العباس بن جبير، أبو الحسن الجوهري التنيسي: عالم بالكلام، من الحفاظ، من أهل تنيس في بمصر. دخل الأندلس تاجرا سنة 419 هـ، وله كتاب «الاستبصار» في الاعتقادات.